# Ken Scott (cineasta)
Ken Scott (Dalhousie, 1970) è uno sceneggiatore, regista, attore e comico canadese.

## Filmografia

### Sceneggiatore
- Le vie après l'amour, regia di Gabriel Pelletier (2000)
- Le plateau (2002) - serie TV
- La grande seduzione (La grande séduction), regia di Jean-François Pouliot (2003)
- Maurice Richard, regia di Charles Binamé (2005)
- Guide de la petite vengeance, regia di Jean-François Pouliot (2006)
- Les doigts croches, regia di Ken Scott (2009)
- Starbuck - 533 figli e... non saperlo! (Starbuck), regia di Ken Scott (2011)
- The Grand Seduction, regia di Don McKellar (2013)
- Fonzy, regia di Isabelle Doval (2013)
- Delivery Man, regia di Ken Scott (2013)
- Un village presque parfait, regia di Stéphane Meunier (2014)

### Regista
- Les doigts croches (2009)
- Starbuck - 533 figli e... non saperlo! (Starbuck) (2011)
- Delivery Man (2013)
- Affare fatto (Unfinished Business) (2015)
- L'incredibile viaggio del fachiro (The Extraordinary Journey of the Fakir) (2018)

### Attore
- Le vie après l'amour, regia di Gabriel Pelletier (2000)
- Le plateau (2002) - serie TV
- La grande seduzione (La grande séduction), regia di Jean-François Pouliot (2003)